# STS-28
STS-28 var den trettionde flygningen i det amerikanska rymdfärjeprogrammet och åttonde i ordningen för rymdfärjan Columbia. Den sköts upp från Pad 39B vid Kennedy Space Center i Florida den 8 augusti 1989. Efter drygt fem dagar i omloppsbana runt jorden återinträdde rymdfärjan i jordens atmosfär och landade vid Edwards Air Force Base i Kalifornien.
Flygningen gjordes på uppdrag av USA:s försvarsdepartement.

## Uppdragets mål
Huvuduppgiften för detta uppdrag tillkännagavs inte, eftersom det var för amerikanska försvarsdepartementets räkning. Senare har det bekräftats att målet med flygningen var att placera den första SDS-2-satelliten i omloppsbana runt jorden. Satelliten kallades USA-40.